# Schleswig-Holstein
Schleswig-Holstein (en alemán: Schleswig-Holstein, pronunciado /ˌʃleːsvɪç ˈhɔlʃtaɪ̯n/ⓘ; en bajo alemán: Sleswig-Holsteen; en danés: Slesvig-Holsten; en frisón septentrional: Slaswik-Holstiinj (concesión dialectal)) es uno de los 16 estados federados de Alemania, siendo el más septentrional del país y el único con frontera terrestre con Dinamarca. Su capital es Kiel.

## Historia
La historia de Schleswig-Holstein está marcada por su situación geográfica entre dos mares y la lucha de influencia entre Dinamarca y Alemania. El río Eider se convirtió a partir del siglo IX en la frontera entre daneses y alemanes.

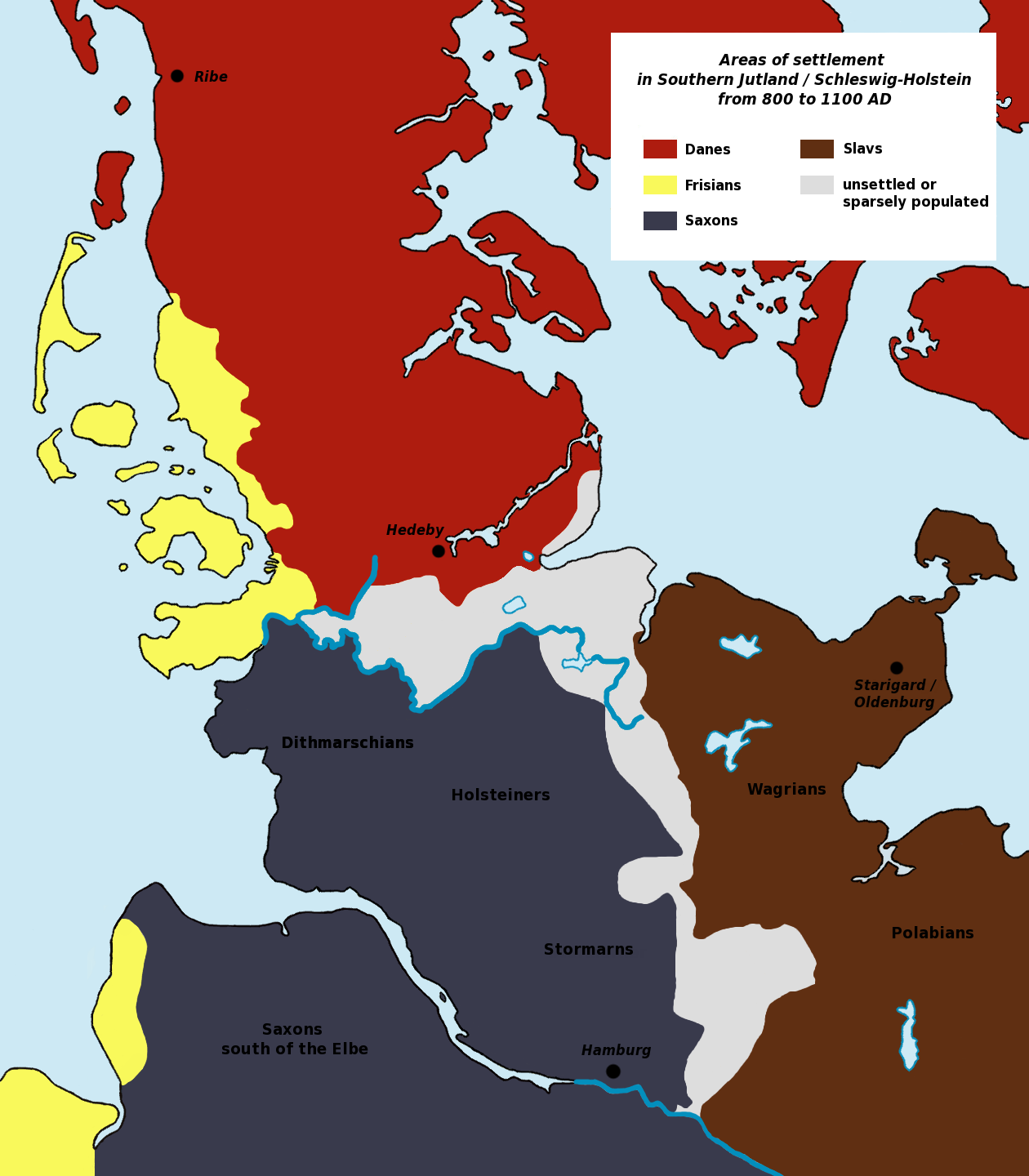
Las zonas de asentamiento históricas en lo que hoy es Schleswig-Holstein.

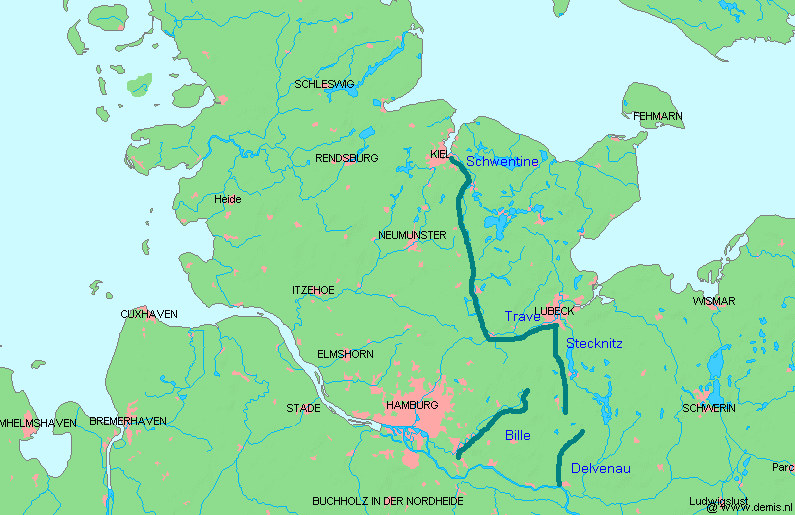
La frontera Limes Saxoniae entre los sajones y los abodritas, establecida alrededor del 810 en lo que hoy es Schleswig-Holstein.

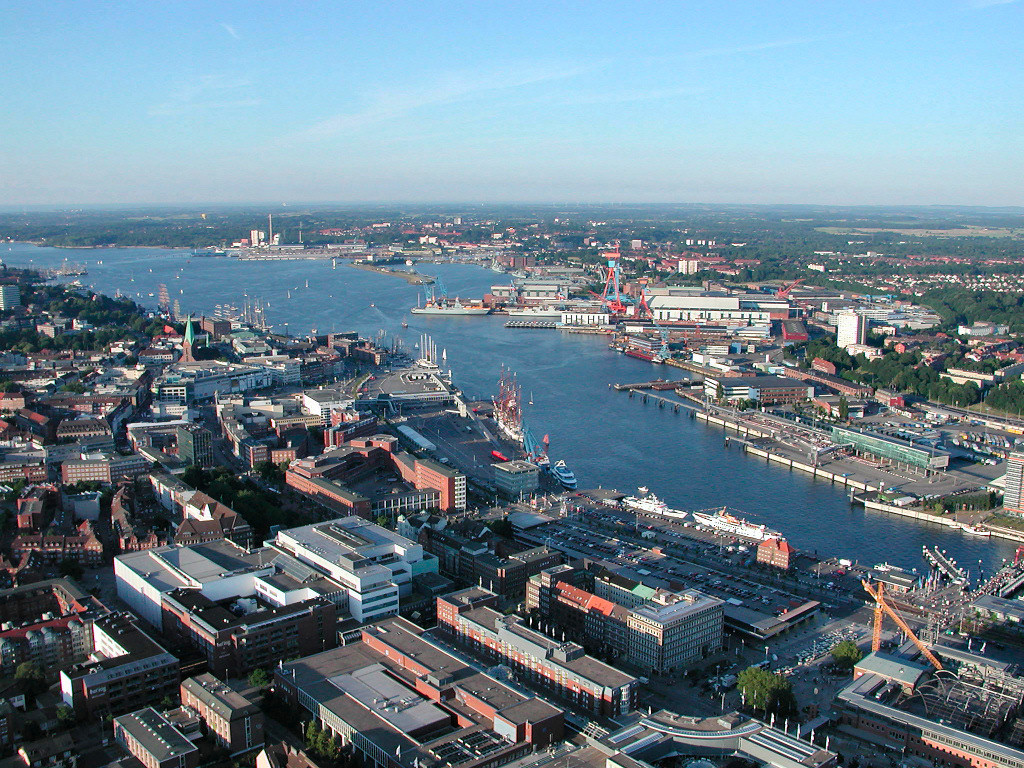
Kiel es la capital del estado y ciudad más grande.

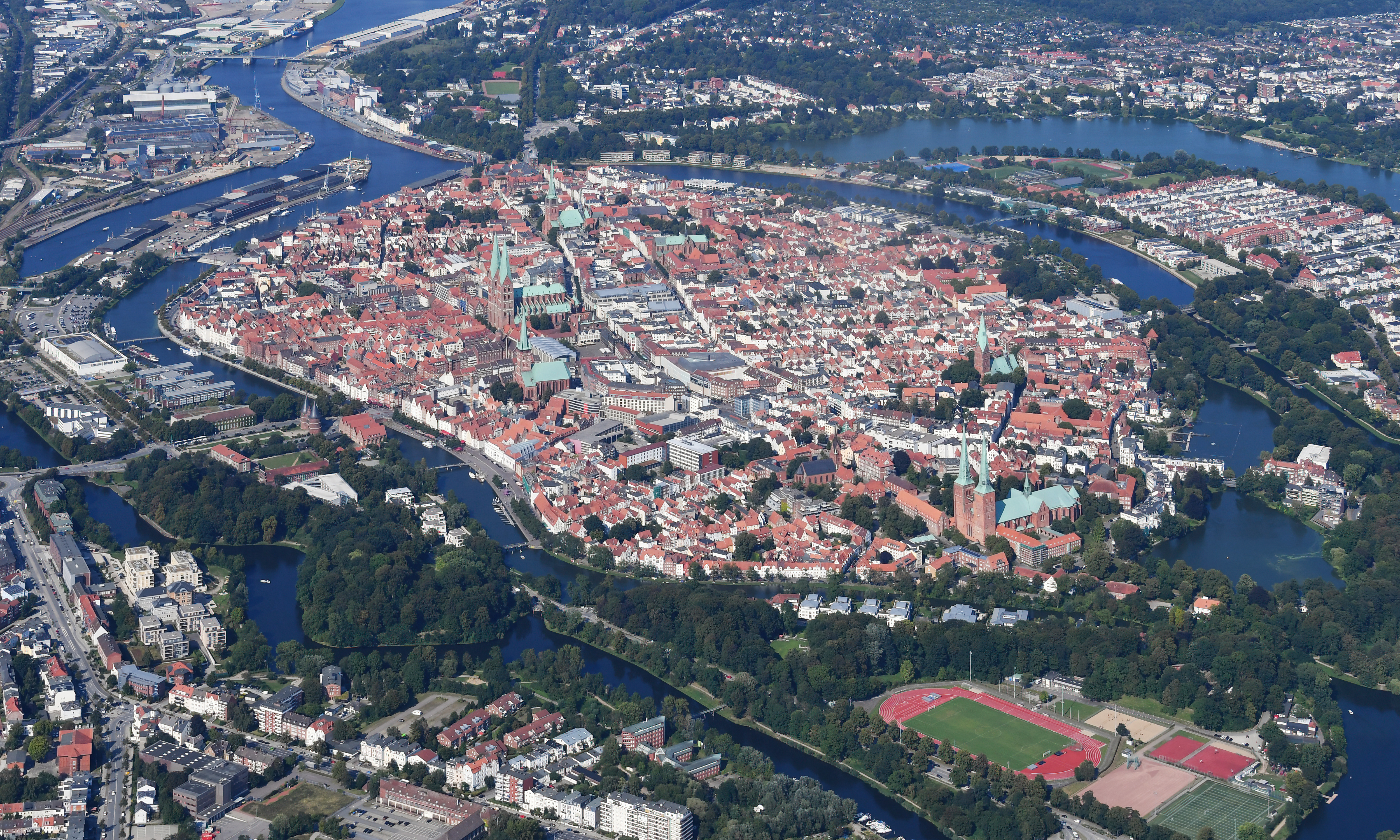
La ciudad de Lübeck fue el centro de la Hansa, y el centro de la ciudad es lugar Patrimonio de la Humanidad hoy. Lübeck es el lugar de nacimiento del autor Thomas Mann.

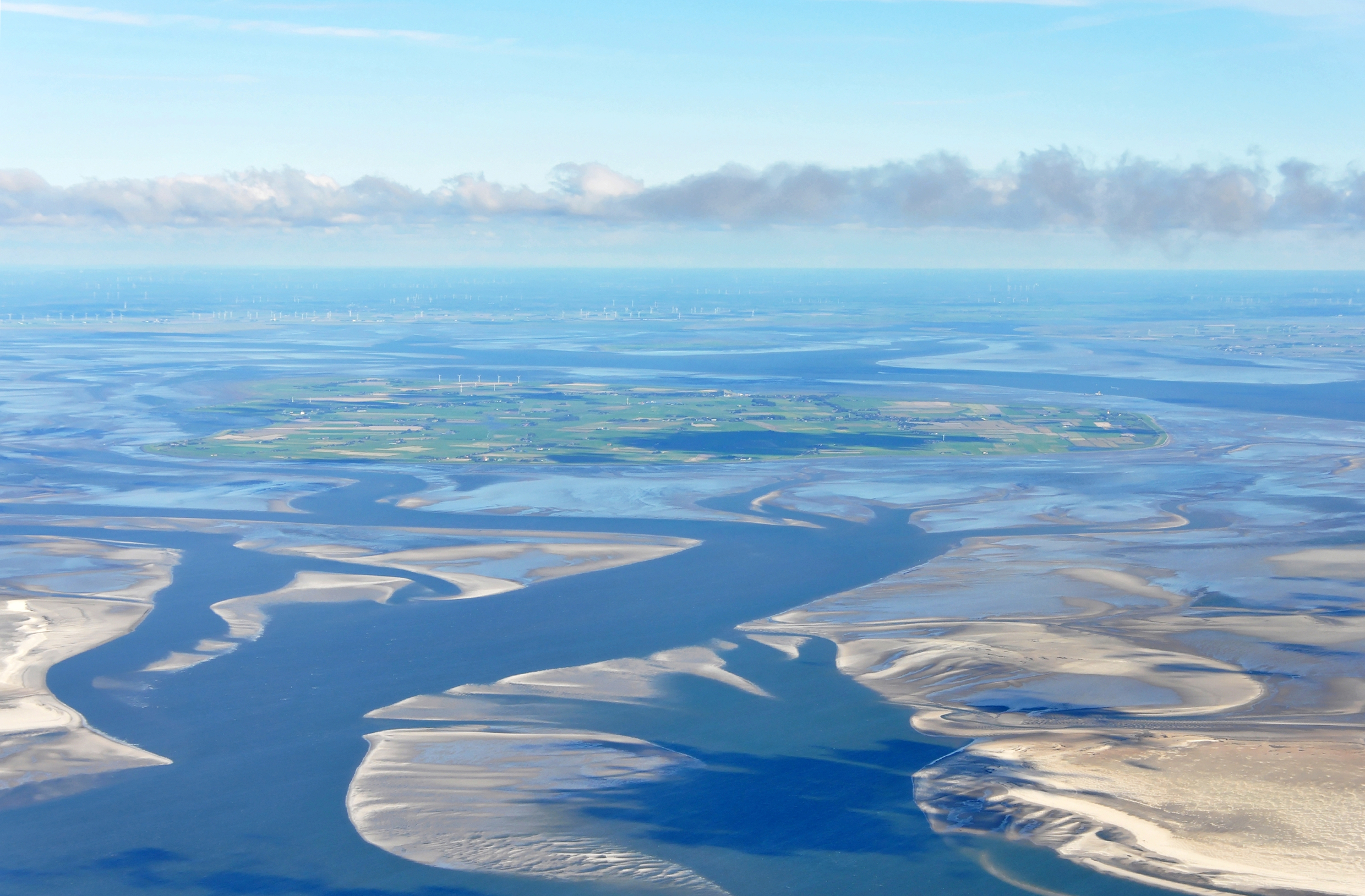
Lugar de Patrimonio de la Humanidad, Mar de Frisia

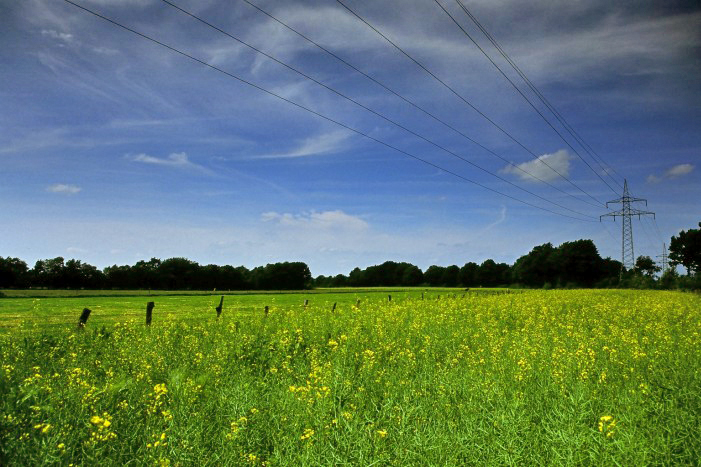
Campo de colza en Schleswig-Holstein —la agricultura sigue teniendo un papel importante en partes del estado—.

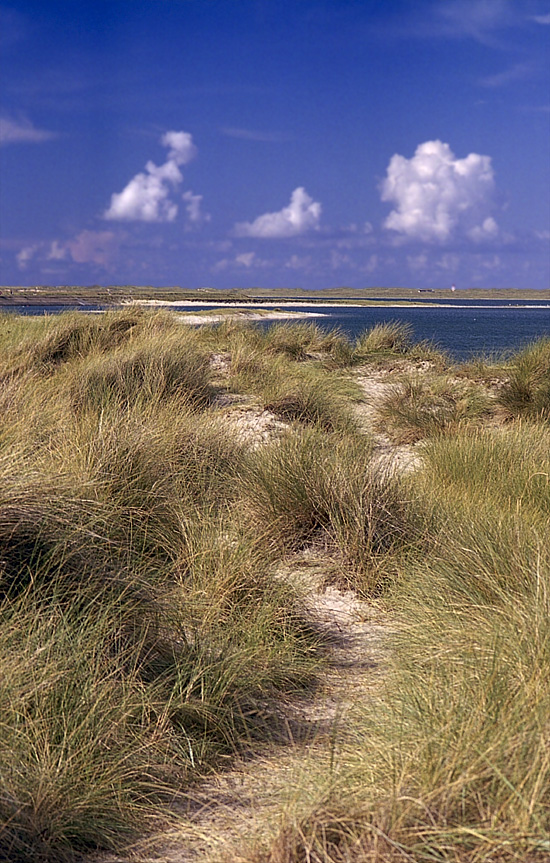
Las islas de Schleswig-Holstein, playas y ciudades son populares atracciones turísticas (aquí: Isla de Sylt).

El término "Holstein" deriva del antiguo sajón Holseta Land, (Holz y Holt significan bosque en moderno alemán estandarizado y en inglés literario, respectivamente). Originariamente, se refirió a la parte central de las tres tribus sajonas al norte del río Elba: Tedmarsgoi (Dithmarschen), Holstein y Sturmarii (Stormarn). La zona de la tribu de los Holsts estaba entre el río Stör y Hamburgo, y después de la cristianización, su principal iglesia estaba en Schenefeld. La región de Holstein, con población de origen sajón, se convirtió en una parte del Sacro Imperio Romano Germánico después de las campañas sajonas de Carlomagno a finales del siglo VIII. Desde 811, la frontera septentrional de Holstein (y por tanto del Imperio) fue marcada por el río Eider.
El término Schleswig viene de la ciudad de Schleswig. El nombre deriva de la ensenada de Schlei en el este y vik significando «ensenada» en noruego antiguo o «asentamiento» en antiguo sajón, y cognado (con el mismo origen) del elemento -wick o -wich en topónimos en Gran Bretaña.
El ducado de Schleswig o Jutlandia meridional fue originariamente una parte integral de Dinamarca, pero estaba en época medieval establecido como un feudo bajo el reino de Dinamarca, con la misma relación con la corona danesa como por ejemplo Brandeburgo o Baviera con relación al emperador. Alrededor de 1100, el duque de Sajonia cedió Holstein, como parte de su propio país, al conde Adolfo I de Schauenburg.
En 1188, Federico I Barbarroja concedió un privilegio a la ciudad de Lübeck, lo que la transformó en la capital de la Liga Hanseática. En 1356, una subida extraordinaria de la marea dejó inundada buena parte del territorio de la época. En 1634, una nueva subida de la marea, sumada a la anterior, sumerge cerca de la cuarta parte del territorio y da origen a varias islas en la costa occidental. En 1460, Schleswig-Holstein se constituye como entidad bajo el reinado de Cristián I.

### Ducados en el reino danés
Schleswig y Holstein han pertenecido según el momento histórico, en parte o completamente bien a Dinamarca, bien a Alemania, o han sido virtualmente independientes de ambas naciones. La excepción es que Schleswig nunca fue parte de Alemania hasta la segunda guerra de Schleswig en 1864. Durante muchos siglos, el rey de Dinamarca era tanto un duque danés de Schleswig y un duque alemán de Holstein. Esencialmente, Schleswig estuvo bien integrado en Dinamarca o fue un feudo danés, y Holstein era un feudo alemán y una vez un estado soberano hace tiempo. Ambos estuvieron durante varios siglos gobernados por los reyes de Dinamarca. En 1721, todo Schleswig se unió como un solo ducado bajo el rey de Dinamarca, y las grandes potencias de Europa confirmaron en un tratado internacional que todos los futuros reyes de Dinamarca deberían automáticamente convertirse en duques de Schleswig, y en consecuencia Schleswig seguiría siempre el mismo orden de sucesión como el escogido en el reino de Dinamarca. En la iglesia, después de la reforma, se usó el alemán en la parte meridional de Schleswig y danés en la parte septentrional. Esto más tarde se probaría decisivo para formar los sentimientos nacionales en la población, así como después de 1814 cuando se introdujo la educación escolar obligatoria. La administración de ambos ducados se llevó a cabo en alemán, a pesar del hecho de que estuvieran gobernados desde Copenhague (desde 1523 por la Cancillería Alemana que fue en 1806 renombrada Cancillería de Schleswig-Holstein).
En 1815, el estado fue anexionado por Dinamarca.

### La cuestión de Schleswig-Holstein
El despertar nacional alemán que siguió a las guerras napoleónicas suscitó un fuerte movimiento popular en Holstein y el sur de Schleswig a favor de la unificación con una nueva Alemania dominada por Prusia. Este desarrollo tuvo paralelismos con un despertar nacional danés, igualmente fuerte, en Dinamarca y el norte de Schleswig. Este movimiento reclamaba la completa reintegración de Schleswig en el reino de Dinamarca y exigía el fin de la discriminación contra los daneses en Schleswig. El conflicto subsiguiente es a veces conocido como la cuestión de Schleswig-Holstein. En 1848, el rey Federico VII de Dinamarca declaró que concedería a Dinamarca una constitución liberal y el inmediato objetivo del movimiento nacional danés era asegurar que esta constitución no solo diera derechos a todos los daneses, esto es, no solo en el reino de Dinamarca, sino también a los daneses (y alemanes) que vivían en Schleswig. Más aún, exigían protección para el idioma danés en Schleswig (el idioma dominante en casi un cuarto de Schleswig había cambiado del danés al alemán desde el comienzo del siglo XIX).
Una constitución liberal para Holstein no se consideraba seriamente en Copenhague, puesto que era bien conocido que la élite política de Holstein era más conservadora que la de Copenhague. Representantes de la población de Schleswig-Holstein de mentalidad alemana exigieron que Schleswig y Holstein se unificaran y permitieran su propia constitución y que Schleswig se uniera a Holstein como un miembro de la Confederación Alemana. Estas demandas fueron rechazadas por el gobierno danés en 1848, y los alemanes de Holstein y del sur de Schleswig se rebelaron. En 1848, en el marco de las revoluciones de ese año, se produjo una insurrección contra la anexión forzada. Estalló la primera guerra de Schleswig (1848-51), que terminó con una victoria danesa en Isted.
En 1863, estalló el conflicto de nuevo cuando el rey Federico VII de Dinamarca murió sin descendencia legítima. Según el orden de sucesión de Dinamarca y Schleswig, las coronas tanto de Dinamarca como de Schleswig pasarían al duque Cristián de Glücksburg, quien se convertiría en Cristián IX; la transmisión del ducado de Holstein a la cabeza de la rama (orientada hacia Alemania) de la familia real danesa, la Casa de Augustenborg era más controvertida. La separación de los dos ducados fue desafiada por el heredero Augustenborg, que pretendió, como en 1848, ser el legítimo heredero tanto de Schleswig como de Holstein. En 1864, Prusia y Austria intervienen diplomáticamente en el conflicto. La promulgación de una constitución común para Dinamarca y Schleswig en noviembre de 1863 hizo que Otto von Bismarck interviniese y Prusia y Austria declararon la guerra a Dinamarca. Esta fue la segunda guerra de Schleswig, que terminó con derrota danesa. Los intentos británicos de mediar en la Conferencia de Londres de 1864 fracasaron, y Dinamarca perdió Schleswig (Schleswig septentrional y meridional), Holstein, y Lauenburgo a favor de Prusia y Austria. En 1866, tras la guerra austro-prusiana Schleswig-Holstein pasa a control prusiano.

### Provincia de Prusia
En contra de las esperanzas de los alemanes de Schleswig-Holstein, la zona no ganó de nuevo su independencia, sino que fue anexionada como una provincia de Prusia en 1867. También después de la guerra austro-prusiana en 1866, la sección cinco de la Paz de Praga estipuló que la población del norte de Schleswig debía ser consultada en un referéndum sobre si debía mantenerse bajo el gobierno de Prusia o volver a gobierno danés. Esta condición, sin embargo, nunca fue completamente cumplida por Prusia. Durante las décadas de gobierno prusiano dentro del Imperio alemán, las autoridades intentaron una política de germanización en la parte septentrional de Schleswig, que siguió siendo predominantemente danesa. El período también significó un incremento de la industrialización de Schleswig-Holstein y el uso de Kiel y Flensburg como importantes ubicaciones de la Armada alemana imperial. La parte más septentrional y la costa oeste de la provincia vieron una ola de emigración a América, mientras que algunos daneses del Norte de Schleswig emigraron a Dinamarca.

### Plebiscito en 1920
Después de la derrota de Alemania en la Primera Guerra Mundial, las potencias aliadas organizaron un plebiscito en Schleswig central y septentrional. El plebiscito se desarrolló bajo los auspicios de una comisión internacional que designó dos zonas de votación para abarcar las partes norte y sur-centro de Schleswig. Se dieron pasos también para crear una tercera zona abarcando la zona meridional, pero la zona III fue cancelada de nuevo y nunca votó, pues el gobierno danés pidió a la comisión que no expandiera el plebiscito a esta zona.
En la zona I, que abarcaba el norte de Schleswig, (10 de febrero de 1920), el 75 % votó por la reunificación con Dinamarca y el 25 % votó por Alemania. En la zona II extendida por el centro de Schleswig (14 de marzo de 1920), los resultados eran a la inversa; 80 % votó por Alemania y sólo el 20 % por Dinamarca. Solo áreas menores en la isla de Föhr mostraron una mayoría danesa, y el resto del voto danés fue principalmente en la ciudad de Flensburg.
| Electorado                                              | Nombre alemán                                           | Nombre danés                                            | Por Alemania | Por Alemania | Por Dinamarca | Por Dinamarca |
| Electorado                                              | Nombre alemán                                           | Nombre danés                                            | porcentaje   | votos        | porcentaje    | votos         |
|                                                         |                                                         |                                                         |              |              |               |               |
| Zona I (Schleswig septentrional), 10 de febrero de 1920 | Zona I (Schleswig septentrional), 10 de febrero de 1920 | Zona I (Schleswig septentrional), 10 de febrero de 1920 | 25.1 %       | 25 329       | 74.9 %        | 75 431        |
|                                                         |                                                         |                                                         |              |              |               |               |
| Distrito de                                             | Hadersleben                                             | Haderslev                                               | 16.0%        | 6585         | 84.0%         | 34 653        |
| Ciudad de                                               | Hadersleben                                             | Haderslev                                               | 38.6%        | 3275         | 61.4%         | 5209          |
|                                                         |                                                         |                                                         |              |              |               |               |
| Distrito de                                             | Apenrade                                                | Aabenraa                                                | 32.3%        | 6030         | 67.7%         | 12 653        |
| Ciudad de                                               | Apenrade                                                | Aabenraa                                                | 55.1%        | 2725         | 44.9%         | 2224          |
|                                                         |                                                         |                                                         |              |              |               |               |
| Distrito de                                             | Sonderburg                                              | Sønderborg                                              | 22.9%        | 5083         | 77.1%         | 17 100        |
| Ciudad de                                               | Sonderburg                                              | Sønderborg                                              | 56.2%        | 2601         | 43.8%         | 2029          |
| Ciudad de                                               | Augustenburg                                            | Augustenborg                                            | 48.0%        | 236          | 52.0%         | 256           |
|                                                         |                                                         |                                                         |              |              |               |               |
| Parte norte del distrito de                             | Tondern                                                 | Tønder                                                  | 40.9%        | 7083         | 59.1%         | 10 223        |
| Ciudad de                                               | Tondern                                                 | Tønder                                                  | 76.5%        | 2448         | 23.5%         | 750           |
| Ciudad de                                               | Hoyer                                                   | Højer                                                   | 72.6%        | 581          | 27.4%         | 219           |
| Ciudad de                                               | Lügumkloster                                            | Løgumkloster                                            | 48.8%        | 516          | 51.2%         | 542           |
|                                                         |                                                         |                                                         |              |              |               |               |
| Parte septentrional del distrito de                     | Flensburg                                               | Flensborg                                               | 40.6%        | 548          | 59.4%         | 802           |
|                                                         |                                                         |                                                         |              |              |               |               |
| Zona II (Schleswig central), 14 de marzo de 1920        | Zona II (Schleswig central), 14 de marzo de 1920        | Zona II (Schleswig central), 14 de marzo de 1920        | 80.2 %       | 51 742       | 19.8 %        | 12 800        |
|                                                         |                                                         |                                                         |              |              |               |               |
| Parte meridional del distrito de                        | Tondern                                                 | Tønder                                                  | 87.9%        | 17 283       | 12.1%         | 2376          |
| Parte meridional del distrito de                        | Flensburg                                               | Flensborg                                               | 82.6%        | 6688         | 17.4%         | 1405          |
| Ciudad de                                               | Flensburg                                               | Flensborg                                               | 75.2%        | 27 081       | 24.8%         | 8944          |
| Parte septentrional del distrito de                     | Husum                                                   | Husum                                                   | 90.0%        | 672          | 10.0%         | 75            |

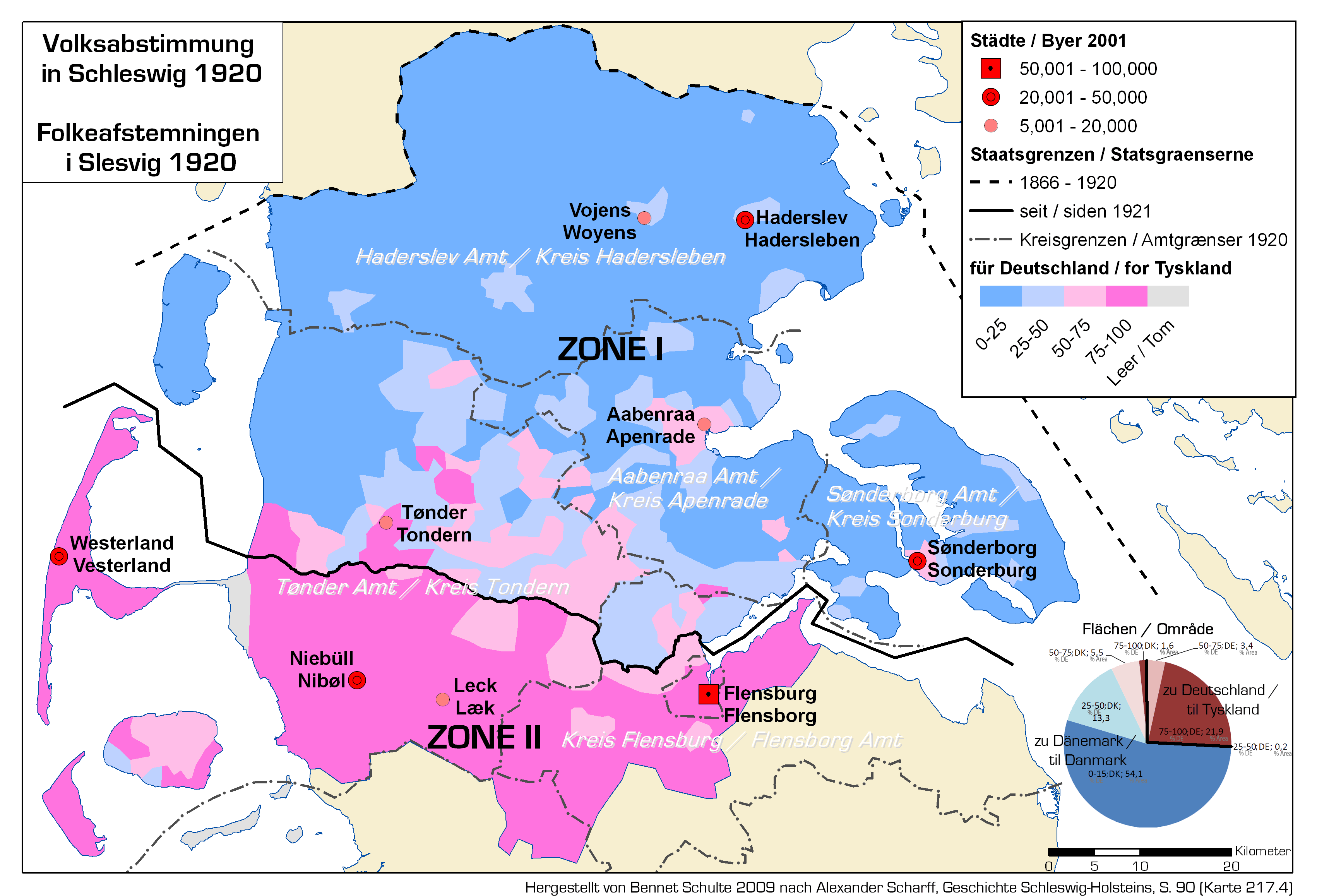
Resultados de los plebiscitos de 1920 en el Norte y en el Centro de Schleswig (Slesvig)

El 15 de junio de 1920, Schleswig Septentrional oficialmente regresó a gobierno danés. La frontera danesa/alemana fue la única de las fronteras impuestas a Alemania por el tratado de Versalles después de la Primera Guerra Mundial que no fue nunca discutida por Adolf Hitler.
En 1937, los nazis aprobaron la llamada Ley del Gran Hamburgo (Groß-Hamburg-Gesetz), por la que la cercana Ciudad Libre y Hanseática de Hamburgo se expandió, para abarcar ciudades que habían formalmente pertenecido a la Provincia de Schleswig-Holstein prusiana. Para compensar Prusia por estas pérdidas (y parcialmente porque Hitler tenía una antipatía personal por Lübeck), la independencia de 711 años de la hanseática Lübeck llegó a su final, y la mayor parte de todo su territorio fue incorporado a Schleswig-Holstein.

### Estado de Alemania Federal
En 1945, al final de la Segunda Guerra Mundial la región se encontraba severamente devastada por los bombardeos aliados. Después de la guerra, la provincia prusiana de Schleswig-Holstein pasó a ocupación británica. El 23 de agosto de 1946, el gobierno militar abolió la provincia y la reconstruyó como un Land separado.
En las décadas posteriores, el Estado recibió masivamente a poblaciones provenientes del este de Alemania. Debido a la migraciones obligadas de alemanes entre 1944 y 1950, la población de Schleswig-Holstein se incrementó en un 33 % (860 000 personas). Un movimiento político prodanés creció en Schleswig, con la transferencia de la zona a Dinamarca como pretensión última. Esto no estaba apoyado por la administración británica ni por el gobierno danés. En 1955, los gobiernos alemán y danés emitieron las declaraciones de Bonn-Copenhague, confirmando los derechos de las minorías étnicas a ambos lados de la frontera. Las condiciones entre las nacionalidades han sido desde entonces estables y en general respetuosas.

## Geografía

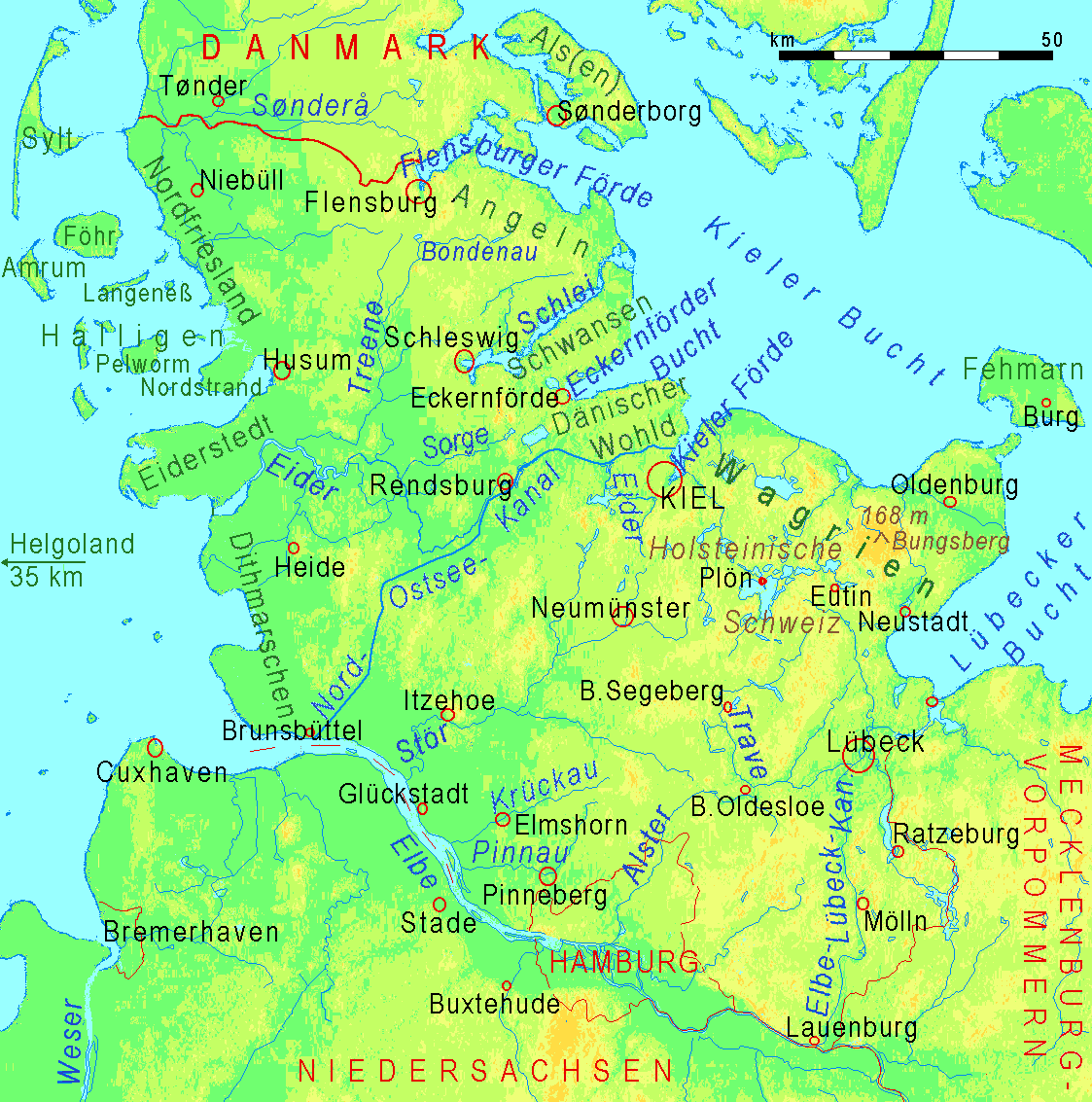
Geografía.

Schleswig-Holstein ocupa la parte más meridional de la península de Jutlandia (Jütland), compartida con Dinamarca. Por lo tanto, su geografía es esencialmente una continuación de su vecino escandinavo.
El terreno es relativamente plano, con pequeños cerros y turberas, constituido por materiales sedimentarios de la era secundaria y depósitos del terciario que fueron cubiertos por los glaciares durante la era siguiente, dando lugar al actual paisaje: una llanura suavemente ondulada e inclinada hacia el oeste, en dirección al mar del Norte.
Schleswig-Holstein es el único estado federado alemán que tiene costas en dos mares: el mar del Norte en el oeste y el Báltico en el este. El río más importante es el Elba (en alemán die Elbe), que forma una frontera natural en el suroeste.
En el norte está la frontera con Dinamarca, en el sur se encuentran los Estados federados alemanes de Mecklemburgo-Pomerania Occidental, Hamburgo y Baja Sajonia.

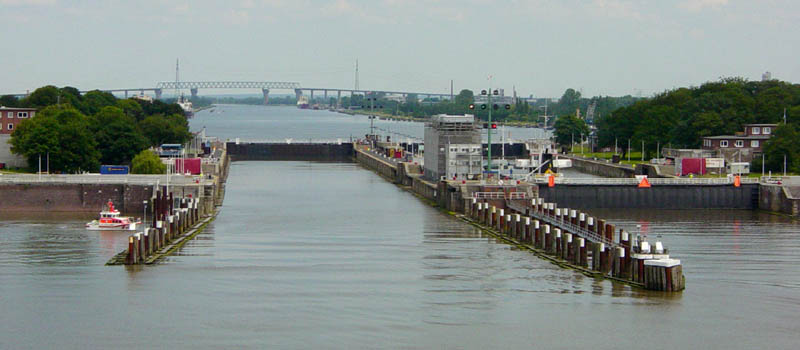
Canal de Kiel.

Su capital es Kiel, donde el famoso canal de Kiel permite pasar entre el mar del Norte y el Báltico. Otra ciudad importante es Lubeca, así como las ciudades de Neumünster, Norderstedt, Rendsburgo, Schleswig, Flensburgo, Husum, Heide, Itzehoe, Segeberg, Oldemburgo y Razeburgo.

## Demografía
En Schleswig-Holstein residen 2,82 millones de habitantes, siendo la densidad poblacional de 179 habitantes/km², lo que lo
convierte en el sexto Estado con menor densidad del país. En Schleswig-Holstein reside también una importante minoría danesa (en la zona de Schleswig) y frisona (en la costa occidental del mismo territorio). Los orígenes de la actual población mayoritaria se encuentran en la fusión de varias etnias, los jutos, los sajones y los propios frisones. Schleswig-Holstein fue el Estado de Alemania Occidental con mayor proporción de refugiados y presos acogidos, provenientes estos últimos de Pomerania Central y de Prusia Oriental. Debido a esto, la población aumentó en 1,1 millones de habitantes entre los años 1939 y 1949.
El reparto por edades y sexos de la población es muy parecido al conjunto de la República Federal. El 45,7 % de las mujeres está casada, 12,9 % son viudas y 6,4 % están separadas. En el caso de los hombres, los porcentajes son del 47,7 %, 2,6 % y 5,4 %, respectivamente.
La población no está repartida de forma homogénea. Los arrabales de las ciudades están más densamente poblados que las zonas rurales. Los distritos con mayor densidad de población son Pinneberg y Stormarn, mientras que los distritos con menos densidad de población son la zona fronteriza con Dinamarca y el Distrito de Dithmarschen.
Debido en gran parte a la situación geográfica y el menor desarrollo de la economía, el Estado de Schleswig-Holstein presenta la menor proporción de extranjeros de Alemania. En 1994 el porcentaje total de extranjeros en el Estado se situaba en el 5,1 % (140 000 habitantes). De ellos, casi tres cuartos procedían de Europa, y dentro de ellos, el 22 % de los países de la Unión Europea. El mayor grupo de extranjeros en 1999 era el de los turcos, con 42 000 miembros, y el segundo mayor (14 000) estaba compuesto por nacionales de Estados miembros de la extinta Yugoslavia.

### Religión
- Luteranos: 64,3 %[8]
- Católicos: 6,0 %[9]

## Economía

Plaza del ayuntamiento, Kiel.

Schleswig-Holstein es una de las principales regiones turísticas de Alemania. La agricultura, así como la construcción naval y el transporte marítimo, son los pilares de la economía. La zona que rodea a Hamburgo (puerto de mayor crecimiento en la Unión Europea y donde reside un tercio de la población del estado) constituye una zona de crecimiento económico de primer orden.
La energía eólica cubre aproximadamente una cuarta parte del consumo neto de electricidad en este estado.

## Composición del estado

### Distritos
- 1 Dithmarschen (Heide, HEI)
- 2 Herzogtum Lauenburg (Ratzeburg, RZ)
- 3 Nordfriesland (Husum, NF)
- 4 Ostholstein (Eutin, OH)
- 5 Pinneberg (Pinneberg, PI)
- 6 Plön (Plön, PLÖ)
- 7 Rendsburg-Eckernförde (Rendsburg, RD)
- 8 Schleswig-Flensburg (Schleswig, SL)
- 9 Segeberg (Bad Segeberg, SE)
- 10 Steinburg (Itzehoe, IZ)
- 11 Stormarn (Bad Oldesloe, OD)

### Ciudades independientes
| - Flensburgo (FL) - Kiel (KI) - Lübeck (HL) - Neumünster (NMS) |

## Idiomas
La lengua oficial es el alemán. El bajo alemán es la lengua regional del estado. El danés y el frisón septentrional son consideradas lenguas minoritarias. En las zonas fronterizas, entre Niebüll y Flensburgo existe una comunidad de hablantes de juto meridional.
El empleo del danés y del frisón septentrional queda circunscrito a las zonas septentrionales del Estado. En el Distrito de Frisia Septentrional, se utiliza el sistema de señalización bilingüe, de la misma forma que en Niebüll los visitantes son recibidos con un cartel en danés que les da la bienvenida a Naibel.
El sureste del Estado estuvo habitado hasta el siglo XII por eslavos, lo que se puede apreciar en los nombres de algunas localidades, que provienen de las lenguas eslavas, como es el caso de Lubeca, Laboe, Eutin, Preetz y Razeburgo.

## Gobierno

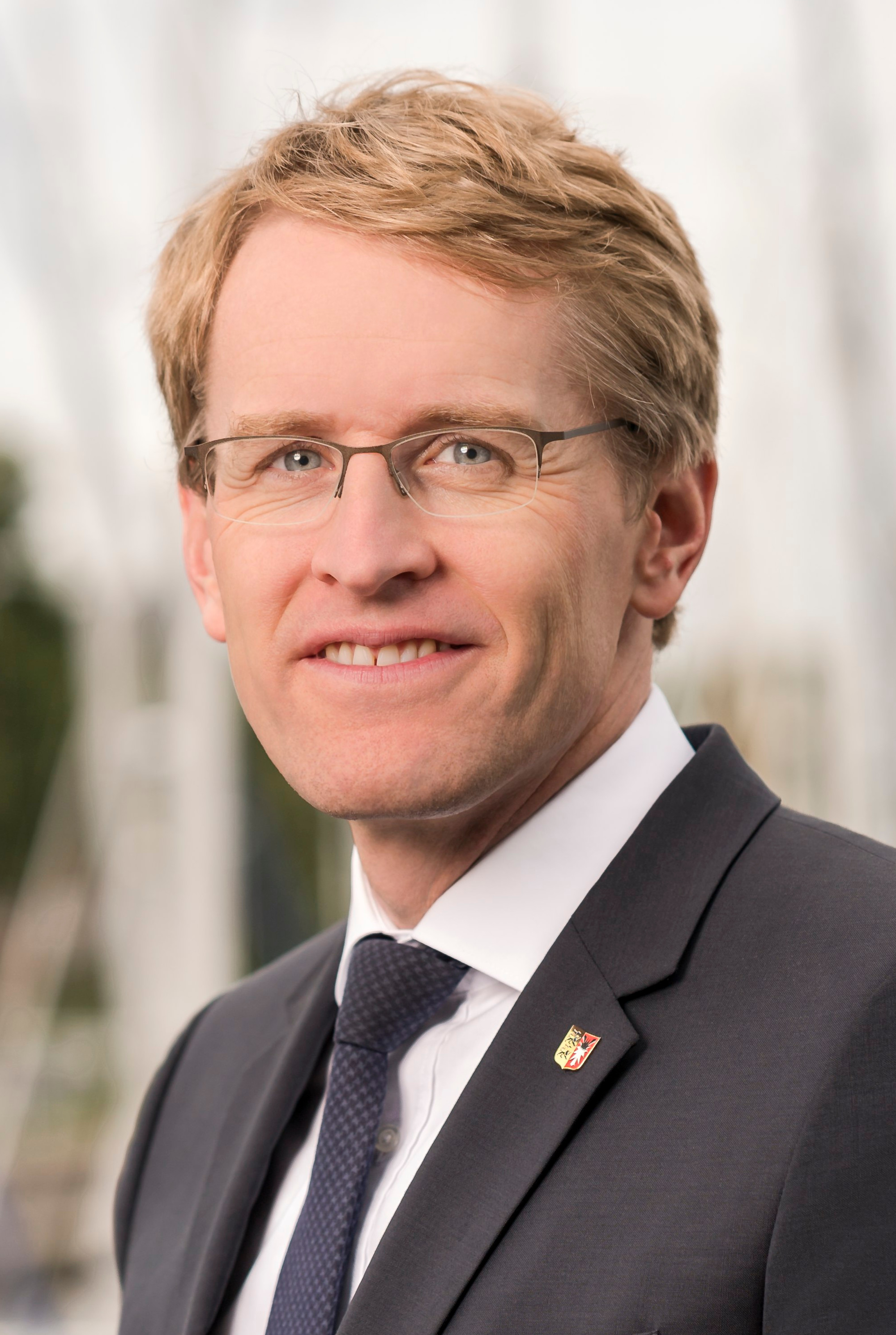
El ministro presidente Daniel Günther (2017)

Los siguientes políticos forman el gobierno estatal de Schleswig-Holstein;
| Título                                                                                | Ministro               | Partido       |
| ------------------------------------------------------------------------------------- | ---------------------- | ------------- |
| Ministro Presidente                                                                   | Daniel Günther         | CDU           |
| Viceministra-Presidenta y Ministra de Finanzas                                        | Monika Heinold         | Verdes        |
| Ministra de Educación, Ciencia, Investigación y Asuntos Culturales                    | Karin Prien            | CDU           |
| Ministro de Transición Energética, Protección del Clima, Medio Ambiente y Naturaleza  | Tobias Goldschmidt     | Verdes        |
| Ministra del Interior, Comunidades, Vivienda y Deporte                                | Sabine Sütterlin-Waack | CDU           |
| Ministra de Justicia y Salud                                                          | Kerstin von der Decken | CDU           |
| Ministra de Asuntos Sociales, Juventud, Familia, Tercera Edad, Integración e Igualdad | Aminata Touré          | Verdes        |
| Ministro de Economía, Transportes, Trabajo, Tecnología y Turismo                      | Claus Ruhe Madsen      | Independiente |
| Ministro de Agricultura, Zonas Rurales, Europa y Protección del Consumidor            | Werner Schwarz         | CDU           |
| Jefe de la Cancillería de Estado                                                      | Dirk Schrödter         | CDU           |

## Símbolos heráldicos
| Escudo del Estado | Dibujo del escudo | Bandera de Estado | Bandera con escudo |
| Escudo            | Dibujo del Escudo | Bandera           | Bandera con escudo |

### Bandera
La bandera del Estado se compone de tres bandas horizontales. La de arriba es azul, la del medio blanca y la de abajo roja. Los colores se tomaron del escudo del Estado y fueron utilizados por primera vez en 1840 para representar a los alemanes en la guerra germano-danesa por el control del Ducado de Schleswig. En 1949 fue reconocida por los aliados como bandera oficial del Estado. A la bandera oficial se le adosa el escudo del Estado. Esta bandera es izada en las ceremonias oficiales, así como en los edificios públicos del Estado. Los ciudadanos solo pueden utilizar la bandera sin escudo, y es muy común verla en los jardines y en los barcos particulares.

### Escudo
El escudo se compone de la unión de los escudos de Holstein (hoja de ortigas) y de Schleswig (leones a la izquierda).

### Himno
El himno de Schleswig-Holstein se denomina oficialmente No claudiques patria mía, recibiendo el nombre coloquial de Schleswig-Holstein meerumschlungen. Matthäus Friedrich Chemnitz fue el encargado de redactar el texto, mientras que la melodía la compuso Carl Gottlieb Bellmann.